# Lamposaari (ö i Norra Savolax, Kuopio, lat 62,81, long 28,07)
Lamposaari är en ö i Finland. Den ligger i sjön Suvasvesi och i kommunen Kuopio i den ekonomiska regionen  Kuopio ekonomiska region  och landskapet Norra Savolax, i den centrala delen av landet, 300 km nordost om huvudstaden Helsingfors. Öns area är 5,5 hektar och dess största längd är 470 meter i sydöst-nordvästlig riktning.